# Dimorphandra parviflora
Dimorphandra parviflora är en ärtväxtart som beskrevs av George Bentham. Dimorphandra parviflora ingår i släktet Dimorphandra och familjen ärtväxter. Inga underarter finns listade i Catalogue of Life.